# Fat Pat
Patrick Hawkins (4 de diciembre de 1970 - 3 de febrero de 1998), más conocido por su nombre artístico Fat Patt (también conocido como Mr. Fat Pat), fue un rapero estadounidense de Houston, Texas, quién era un miembro  de DEA (Dead End Alliance) con su hermano John "Grande Hawk" Hawkins y Dj Screw, y Kay-K, todo miembros originales del Screwed Up Click (SUC).
Wreckshop Records liberaron sus primeros dos álbumes, Ghetto Dreams y Throwed In Da Game en 1998 después de su muerte. Las liberaciones más tardías eran en el Screwed Up Clik label.

## Asesinato
El 3 de febrero de 1998, Hawkins recibió un disparo mortal en 10440 South Drive, Houston, Texas, después de ir al apartamento de un promotor para cobrar una tarifa de aparición. El promotor no estaba en casa y recibió un disparo en el pasillo fuera del apartamento. Ocho años después, su hermano, el rapero Big Hawk también fue asesinado a tiros por un asaltante desconocido.

## Documental
Luego de la muerte de Pat en 1998, el rapero D-Reck de Screwed Up Click y Wreckshop Records decidió hacer un documental que combinaba imágenes antiguas y nuevas de Fat Pat y miembros de ambas camarillas de rap. La película de 50 minutos, Fat Pat - Ghetto Dreams, se estrenó en 1999 y luego se reeditó en DVD un año más tarde como una película doble con otra película de Screwed Up Click (SUC) protagonizada por Big Moe titulada Mann. The Movie.

## Discografía

### Álbumes
- 1998: Ghetto Dreams
- 1998: Throwed in da Game
- 2001: Fat Pat's Greatest Hits
- 2004: Since The Gray Tapes
- 2005: Since The Gray Tapes Vol. 2
- 2008: I Had a Ghetto Dream

### Con Alianza de Callejón sin salida
- 1998: Screwed for Life

### Sencillos
| Año  | Canción     | U.S. Hot 100 | U.S. R&B | U.S. Rap | Álbum         |
| ---- | ----------- | ------------ | -------- | -------- | ------------- |
| 1998 | "Tops Drop" |              | 46       | 5        | Ghetto DREAMS |

| Año  | Canción                                                     | U.S. Hot 100 | U.S. R&B | U.S. Rap | Álbum                       |
| ---- | ----------------------------------------------------------- | ------------ | -------- | -------- | --------------------------- |
| 1997 | "25 Lighters" (DJ DMD featuring Lil' Keke & Fat Pat         | -            | -        | -        | Twenty-Two: P.A. World Wide |
| 1999 | "Wanna Be a Baller" (Lil Troy featuring Fat Pat & Big Hawk) | 70           | 40       | 31       | Sittin' Fat Down South      |
| 2006 | "Swang" (Trae featuring Fat Pat & Big Hawk)                 | -            | -        | -        | Restless                    |